# Bugatti Type 32
El Bugatti Type 32, también conocido como Bugatti 32 Tank y Tank de Tours, es un automóvil de competición construido para disputar el Gran Premio de Francia de 1923, que se celebró el 2 de julio en Tours. El apodo del automóvil proviene de su particular forma, que a la de un tanque, y a la ubicación del Gran Premio. Otro modelo de Bugatti que mereció el apodo de Tank por su aerodinámica fue el 57G Tank de 1936.

## Historia
En comparación con el modelo de competencia anterior, el Type 29, apodado Le Cigar (El Cigarro) por su forma cónica, el Type 32 solo compartía la motorización con el modelo anterior. El Type 32 poseía las características siguientes: 
- Motor longitudinal de 8 cilindros en línea y 5 cinco apoyos con cojinetes principales en el cigüeñal
- 3 válvulas por cilindro, dos de admisión y una de descarga, operadas por un solo árbol de levas
- Caja de cambios con 3 velocidades más reversa, montada en configuración de transeje en el eje trasero (el motor de 8 cilindros en línea y la corta distancia entre ejes no permitió la adopción de una configuración convencional)
- Frenos accionados hidráulicamente en la parte delantera y accionados mecánicamente (cable de metal) en la parte trasera
- Bastidor tipo underslung, con la plataforma debajo de los ejes, para rebajar el centro de gravedad

A pesar del bajo centro de gravedad, su adherencia a la carretera no fue buena, debido a su particular configuración: 
- La aerodinámica similar a la de un perfil de ala significaba que el vehículo podía tender a elevarse a velocidades elevadas
- La corta distancia entre ejes

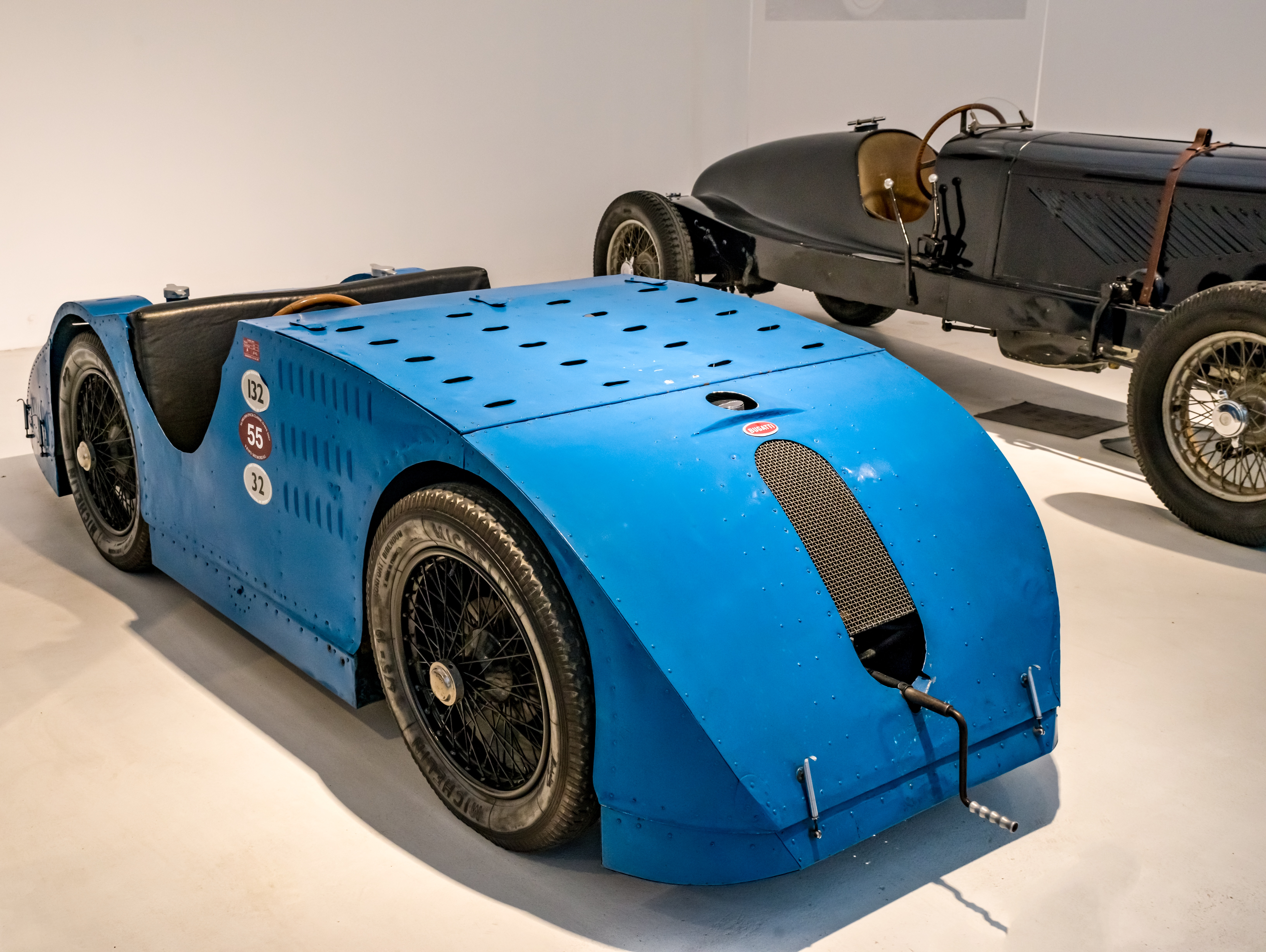
Ciudad del Automóvil de Mulhouse
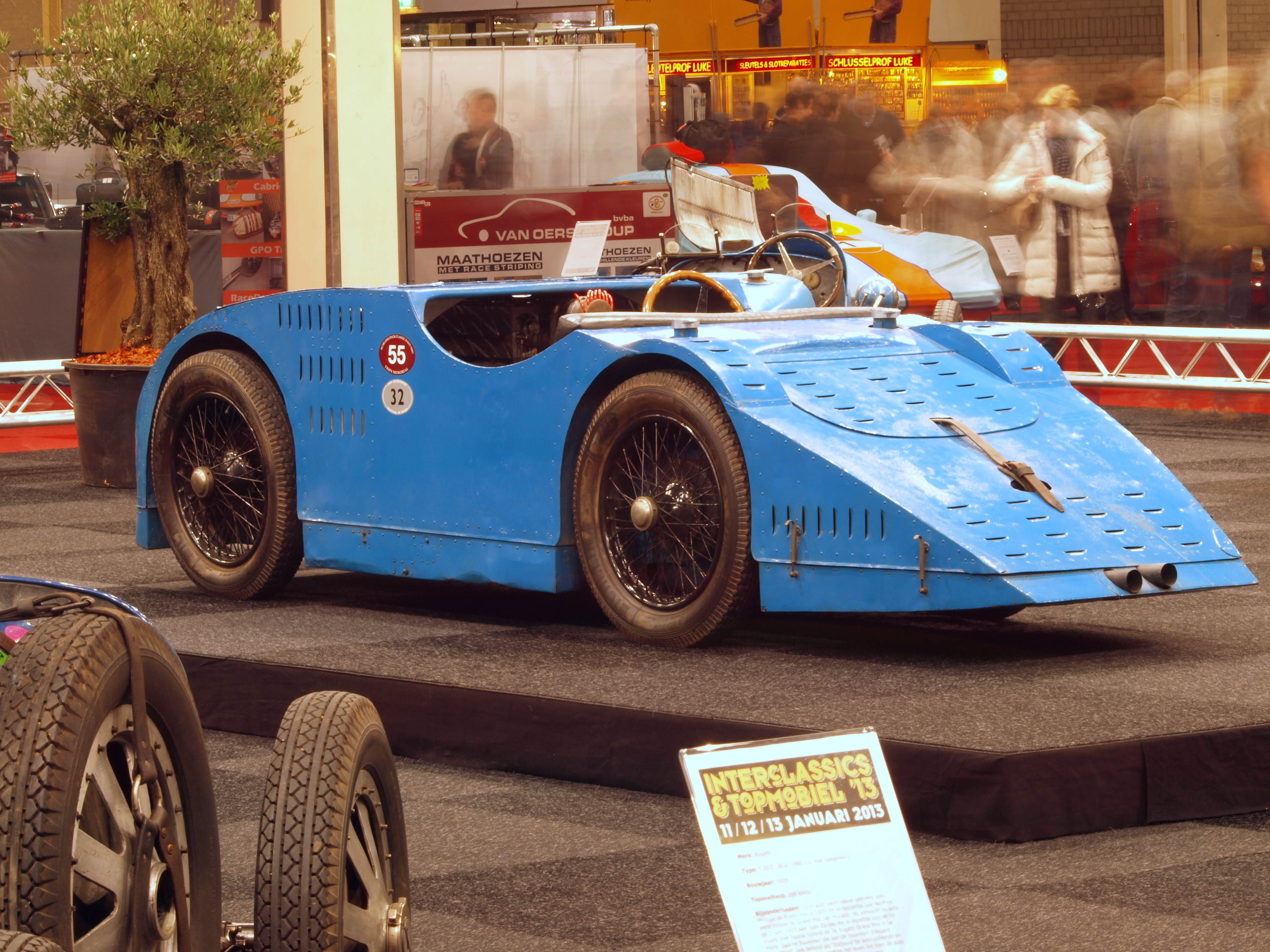
Maastricht, en los Países Bajos
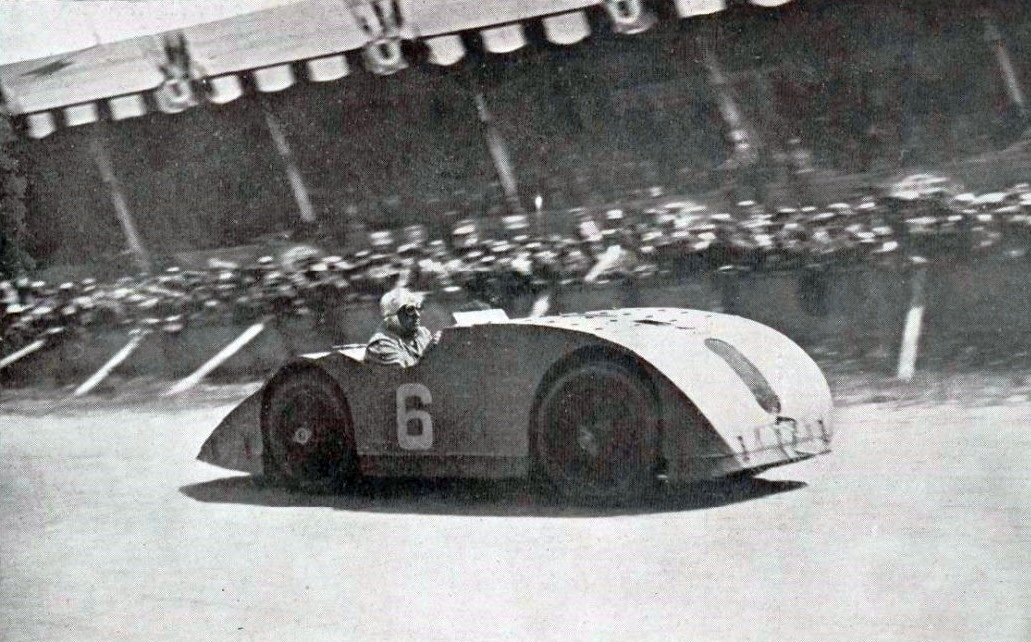
Ernest Friderich en el Gran Premio de Francia de 1923

Los siguientes Type 32 participaron en el Gran Premio de Tours: 
- N.º 6, con Ernest Friderich, que terminó tercero en la meta
- N.º 18, pilotado por el Príncipe de Cystria, retirado en la vuelta 12
- N.º 11, pilotado por Pierre de Vizcaya, retirado al inicio tras un accidente
- N.º 16, pilotado por Pierre Marco, retirado en la tercera vuelta[3]

Durante la carrera, el Type 32 alcanzó la velocidad máxima de 180 km/h en la recta principal. 
El GP de Francia fue la única presencia en una carrera del Type 32, siendo reemplazado por el modelo más exitoso de la marca en las carreras, el Bugatti Type 35.